# Amosite
Amosite é um termo comercial sinónimo de grunerite. Também é aplicado à ferro-antofilite.